# Szátok, Nógrád
Szátok  este un sat în districtul Rétság, județul Nógrád, Ungaria, având o populație de 591 de locuitori (2011). 

## Demografie
Componența etnică a satului Szátok
     Maghiari (78,49%)
     Romi (21,51%)
Componența confesională a satului Szátok
     Romano-catolici (73,6%)
     Fără religie (8,63%)
     Luterani (1,86%)
     Reformați (1,35%)
     Necunoscută (14,55%)
     Alte religii (1,02%)
Conform recensământului din 2011, satul Szátok avea 591 de locuitori. Din punct de vedere etnic, majoritatea locuitorilor (78,49%) erau maghiari, cu o minoritate de romi (21,51%).  Din punct de vedere confesional, majoritatea locuitorilor (73,6%) erau romano-catolici, existând și minorități de persoane fără religie (8,63%), luterani (1,86%) și reformați (1,35%). Pentru 14,55% din locuitori nu este cunoscută apartenența confesională.